# ملیندا کینامان
ملیندا کینامان (سوئدی: Melinda Kinnaman؛ زادهٔ ۹ نوامبر ۱۹۷۱) بازیگر اهل سوئد است. او شهروند دوگانهٔ سوئد و ایالات متحده آمریکا است. کینامن در استکهلم سوئد از والدینی آمریکایی به نام‌های دی کینامان و استیو کینامن متولد شد. پدرش، با نام اصلی دیوید کینامان، یک سرباز فراری آمریکایی است که در طول جنگ ویتنام به خدمت سربازی فراخوانده شد اما از پایگاه نظامی خود در بانکوک فرار کرد.
از فیلم‌هایی که وی در آن نقش داشته است، می‌توان به زندگی من به‌عنوان یک سگ، گوردن و پدی، دوران گرگ و حادثه قریب‌الوقوع و جزیره برگمن ۲۰۲۱ اشاره کرد.